# Hypargos niveoguttatus
Hypargos niveoguttatus là một loài chim trong họ Estrildidae.